# Fernanda Lara
Fernanda Arcevenco Lara (Canoas, 24 de agosto de 1976) ou simplesmente Fernanda Lara[carece de fontes?] é uma cantora brasileira de música cristã congregacional. Foi finalista no Grammy Latino na categoria de "Melhor Álbum de Música Cristã de Língua Portuguesa" em 2004, com o álbum de estúdio Livre para Amar.
Fernanda é formada em Fisioterapia pela Universidade Luterana do Brasil (ULBRA) no estado do Rio Grande do Sul, mas se dedicou a música cristã desde 1994; entre 2010 e 2011, cursou Farmácia.[carece de fontes?]

## Biografia
Filha de Armando Pinheiro Lara e Leocádia Arcevenco Lara, casada com o compositor, produtor e arranjador musical, maestro e pianista Giordani Vidal, desde 1997 juntamente com ele, pesquisou um estilo diferente na música cristã, misturando os sons de instrumentos bíblicos e dos povos antigos com as técnicas e instrumentos modernos. Na sua música são encontrados cantos gregorianos, Gaita das Highlands,  Gaita-de-fole, Taikos (percussão medieval), Duduks (um tipo de flauta originária da Armênia), rabecas (violinos rústicos) redesenhando o som ao seu estilo musical de música cristã contemporânea, singular no país e America Latina. Sua música atualmente, foi redesenhada com sua banda criando mais uma nova mistura de sons executadas por profissionais da música, cantada por solistas e congregações em diversas denominações e comunidades cristã. As músicas "Olhar de Deus", "Vida e Glória" e "Mais que Vencedor" despontam nos primeiros lugares em diversas rádios do segmento no Brasil, também sendo executadas no exterior, já a música "Toque de Poder" lançada em 2005 regravada em 2010 no álbum "Olhar de Deus", ficou entre as 500 músicas mais rodadas no Brasil no ano de 2006, conforme documentos oficiais da Sbacem/ECAD e assessoria do ministério musical da cantora.[carece de fontes?]

## Discografia
| Ano de Lançamento | Título              | Gravadora                            |
| 2001              | Um Sonho Pra Viver  | Casa Publicadora Brasileira/Musicasa |
| 2003              | Livre Para Amar     | Casa Publicadora Brasileira/Musicasa |
| 2005              | Toque de Poder      | Line Records                         |
| 2006              | Louvor Delas 6      | Line Records                         |
| 2008              | Intimidade com Deus | Casa Publicadora Brasileira/Musicasa |
| 2010              | Olhar de Deus       | Line Records                         |
| 2011              | Magnífico Deus      | Gravadora Novo Tempo                 |

## Premiações e Indicações
Troféu Talento
| Ano  | Categoria                | Indicado                | Resultado |
| ---- | ------------------------ | ----------------------- | --------- |
| 2004 | "Melhor CD Independente" | Livre para Amar         | Venceu    |
| 2004 | "Melhor Arranjo Musical  | Livre para Amar         | Venceu    |
| 2005 | "Melhor Web Site         | Site Oficial da cantora | Indicado  |
| 2006 | "Melhor Arranjo Musical" | Toque de Poder          | Indicado  |

Grammy Latino
| Ano  | Categoria                                            | Indicado         | Resultado |
| ---- | ---------------------------------------------------- | ---------------- | --------- |
| 2004 | "Melhor Álbum de Música Cristã em Língua Portuguesa" | Livres Para Amar | Indicada  |